# Arrouède
Arrouède är en kommun i departementet Gers i regionen Occitanien i sydvästra Frankrike. Kommunen ligger i kantonen Masseube som tillhör arrondissementet Mirande. År 2022 hade Arrouède 86 invånare.

## Befolkningsutveckling
Antalet invånare i kommunen Arrouède
Referens:INSEE